# МТВ (Клайпеда)
Менель-Терн-Верейн Мемель (лит. Männer-Turn-Verein Memel) — колишній литовський футбольний клуб з Клайпеди, що існував у 1912—1930 роках.

## Досягнення
- А-ліга
  - Бронзовий призер (1): 1924.